# Ческе-Веленице
Ческе-Веленице (чеш. České Velenice, бывш. нем. Unterwielands в 1938—1945 — Cmunt или Gmünd III, Gmünd-Bahnhof (1938-45)) — город на юге Чехии, в районе Йиндржихув-Градец Южночешского края. Население — 3 403 (01.01.2013) человека.
Расположен на границе Чехии с Нижней Австрией.

## История
Исторически Ческе-Веленице являются северным пригородом австрийского города Гмюнд.
Экономический и строительный бум на территории нынешнего города Ческе-Веленице начался в связи со строительством железной дороги. Приблизительно в 2,6 км к западу от центра Гмюнда была построена станция с вокзалом, который стал важным железнодорожным узлом Австро-Венгерской империи.
В результате развала Австро-Венгрии по Сен-Жерменскому договору (1919) в 1920 году северные предместья Гмюнда, были переданы новосозданному государству — Чехословакии и стали называться Ческе-Веленице. Железнодорожная станция Gmünd-Bahnhof стала принадлежать ЧСР.
С 1938 по 1945 годы Ческе-Веленице вновь входила в состав Гмюнде (теперь III Рейха) под названием Gmünd III.  Во время Второй мировой войны, здесь был создан пересыльный лагерь для венгерских евреев.
23 марта 1945 года важный железнодорожный узел Gmünd-Bahnhof, подвергся бомбардировке ВВС США. Тридцать американских бомбардировщиков Consolidated B-24 Liberator полностью разрушили станцию, железнодорожные мастерские и близлежащие жилые кварталы. Погибло около 1300 человек. Оставшиеся в живых массово покидали город. Красная Армия вошла в город на следующий день и взяла на себя управление им.
После войны был построен новый город, железнодорожная станция и жилые здания.

## Промышленность
Ческе-Веленице — один из немногих городов в Европе, где сегодня осуществляется ремонт паровозов и мобильных паровых котлов.
Несколько предприятий города в рамках европейского сотрудничества участвуют в производстве автомобильных деталей,  комплектующих промышленного оборудования, туалетных принадлежностей и косметики и др.

## Население
| Год  | Численность | Численность |
| ---- | ----------- | ----------- |
| 1869 | 1026        | [ 6 ]       |
| 1880 | 1930        | [ 6 ]       |
| 1890 | 2514        | [ 6 ]       |
| 1900 | 4097        | [ 6 ]       |
| 1910 | 5713        | [ 6 ]       |
| 1921 | 4750        | [ 6 ]       |
| 1930 | 4863        | [ 6 ]       |
| 1950 | 2705        | [ 6 ]       |
| 1961 | 2892        | [ 6 ]       |
| 1970 | 3008        | [ 6 ]       |
| 1980 | 3177        | [ 6 ]       |
| 1991 | 3605        | [ 6 ]       |
| 2001 | 3523        | [ 6 ]       |
| 2014 | 3407        | [ 7 ]       |
| 2016 | 3429        | [ 8 ]       |
| 2017 | 3460        | [ 9 ]       |
| 2018 | 3465        | [ 10 ]      |
| 2019 | 3521        | [ 11 ]      |
| 2020 | 3575        | [ 12 ]      |
| 2021 | 3522        | [ 13 ]      |
| 2022 | 3439        | [ 14 ]      |
| 2023 | 3589        | [ 15 ]      |
| 2024 | 3667        | [ 4 ]       |

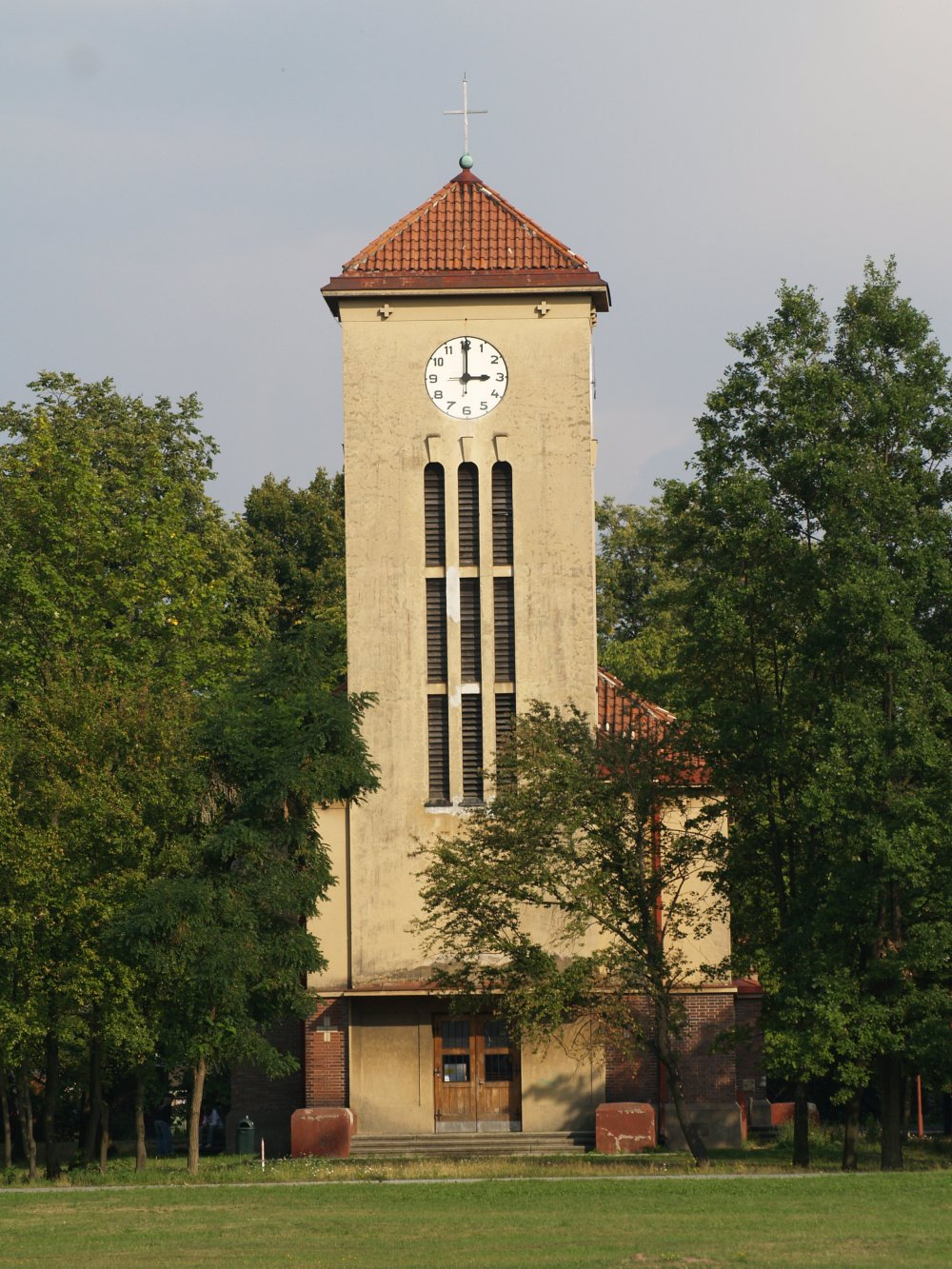
Костел Агнессы Чешской
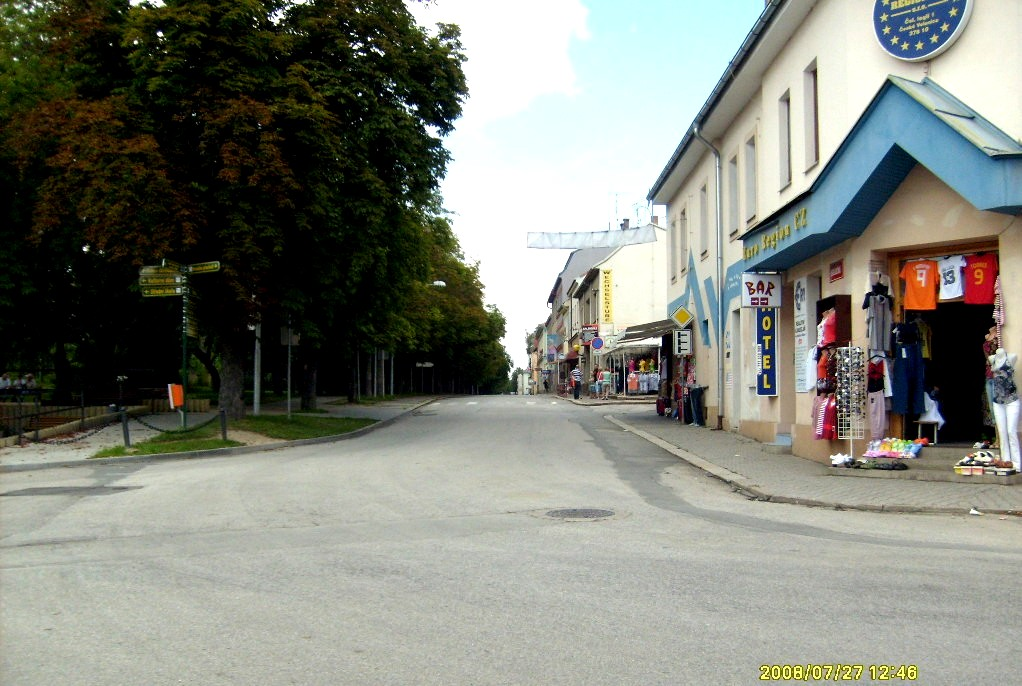
Центр города
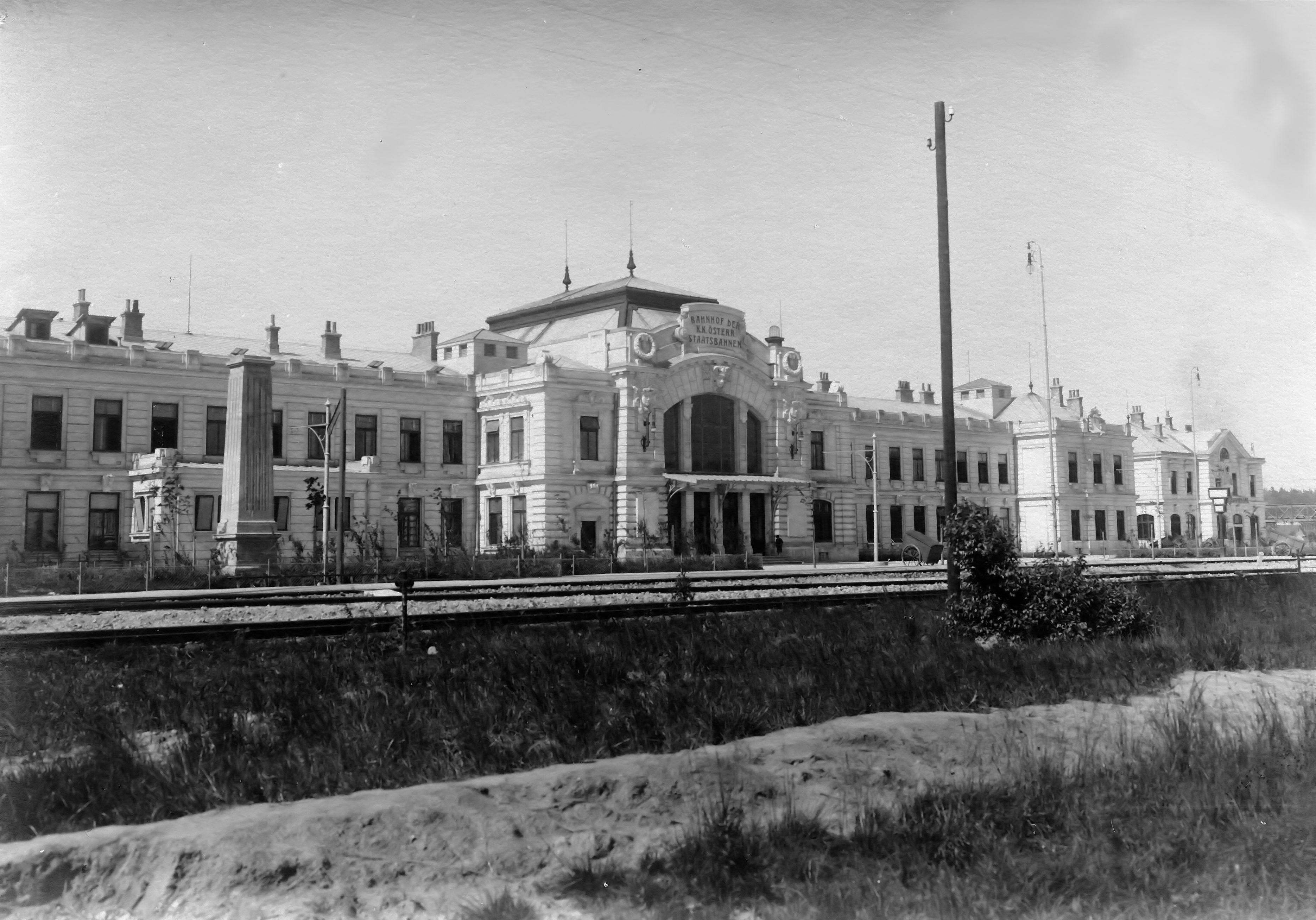
Вокзал. фото ок.1900 г.